# Fokker F.VII
Dimensions

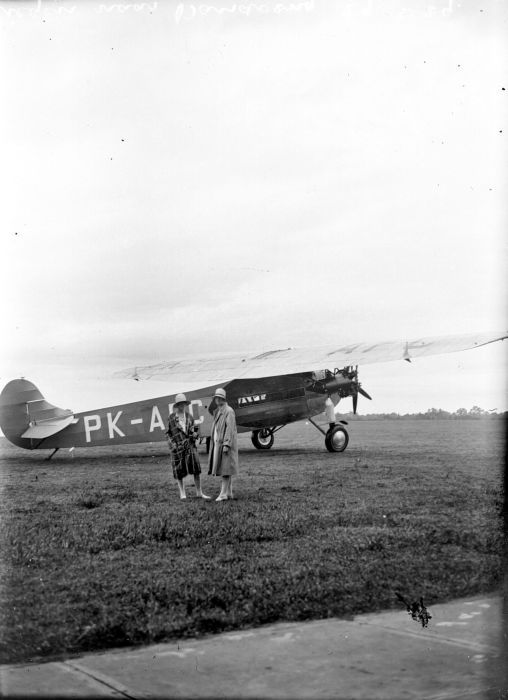
Un Fokker F.VII de la KNILM ("compagnie royale d'aviation des Indes néerlandaises") sur l'aérodrome de Tjililitan de Batavia (aujourd'hui aéroport Halim Perdanakusuma de Jakarta) en 1929

Le Fokker F.VII est un petit avion de ligne produit par la compagnie néerlandaise Fokker dans les années 1920. Il est également produit sous licence par d'autres sociétés (notamment la filiale américaine de Fokker, Atlantic Aircraft (en)). La conception expérimentale (datant de 1924) présente un monoplan monomoteur. Fokker ajoute deux moteurs afin de pouvoir concourir au Ford National Reliability Air Tour (en) de 1925 que l'avion remporte. Par la suite, les différentes versions - F.VIIa/3m, F.VIIb/3m et F.10 - sont toutes équipées de trois moteurs et deviennent connues sous le nom de Fokker Trimotor.
Pouvant transporter de huit à douze passagers, le F.VII est choisi par plusieurs compagnies aériennes pionnières, en Europe et en Amérique. Avec son concurrent le Ford Trimotor, il domine le marché américain vers la fin des années 1920. Cependant, l’accident du vol 599 TWA (en) qui coûte la vie à Knute Rockne (entraîneur d’une équipe de football américain) met un terme à cet état de grâce. L’enquête qui suit révèle des faiblesses dans la conception en contreplaqué de l'appareil et conduit à la fin de son exploitation commerciale en 1931 et à l’avènement d'avions entièrement en métal comme le Boeing 247 et le Douglas DC-2.

## Pilotes célèbres
Le Fokker F.VII est utilisé par de nombreux explorateurs et pionniers de l’aviation.
- Richard E. Byrd déclare avoir survolé le pôle Nord avec son Fokker F.VIIa/3m Josephine Ford le 9 mai 1926, quelques jours avant Roald Amundsen avec son dirigeable Norge[3].
- Deux lieutenants de l’United States Army Air Corps, Lester Maitland et Albert Hegenberger, accomplissent le premier vol depuis le territoire continental des États-Unis à Hawaï à bord du Fokker C-2 Bird of Paradise (en) en juin 1927[3].
- Également en juin 1927, Richard E. Byrd, Bernt Balchen et deux collaborateurs traversent l’océan Atlantique avec le Fokker C-2 America (en) et s’écrasent sur les côtes françaises[4].

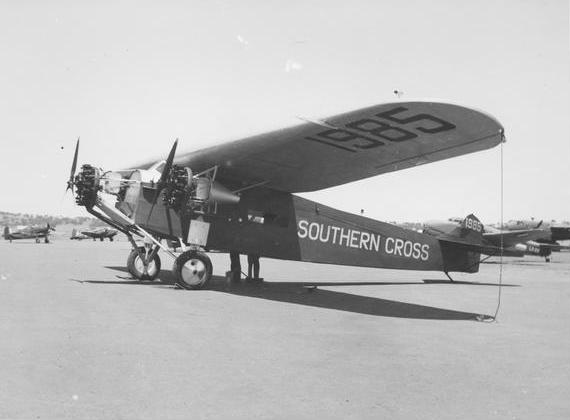
Le Southern Cross, le F.VIIb/3m de Charles Kingsford Smith.

- Charles Kingsford Smith à bord de son Fokker F.VIIb/3m Southern Cross est le premier à traverser l’océan Pacifique des États-Unis à l’Australie en juin 1928, et le premier à traverser la mer de Tasman de l’Australie à la Nouvelle-Zélande[5].
- Amelia Earhart est la première femme à traverser l’océan Atlantique le 17 juin 1928, en tant que passagère à bord du Fokker F.VIIb/3m Friendship[3].
- Un groupe de pilotes de l’United States Army Air Corps, dirigés par le major Carl A. Spaatz, établit le record d’endurance de plus de 150 heures avec le Question Mark (en), un Fokker C-2 au-dessus de Los Angeles du 1er janvier au 7 janvier 1929. Cette mission doit permettre d’expérimenter le ravitaillement en vol[6].

## Copies construites sous licence
- En 1928 A.V.Roe achète une licence lui permettant de produire et de commercialiser le F.VII dans l’Empire britannique, Canada excepté. Sortiront des usines britanniques quatorze Avro 618 Ten (dix passagers), quatre Avro 619 Five (cinq passagers) et trois Avro 624 Six (six passagers) déclinant la même formule, puis deux Avro 642 (en), soit un bimoteur et un quadrimoteur utilisant les mêmes principes de construction.
- L'avion a aussi été construit par Plage i Laśkiewicz (en) en Pologne.

## Utilisateurs

### Compagnies civiles
Belgique
- Sabena : 28 exemplaires

 Danemark
- Det Danske Luftfartselskab (en) : trois F.VIIa

 France
- Compagnie Air Orient : huit F.VIIb

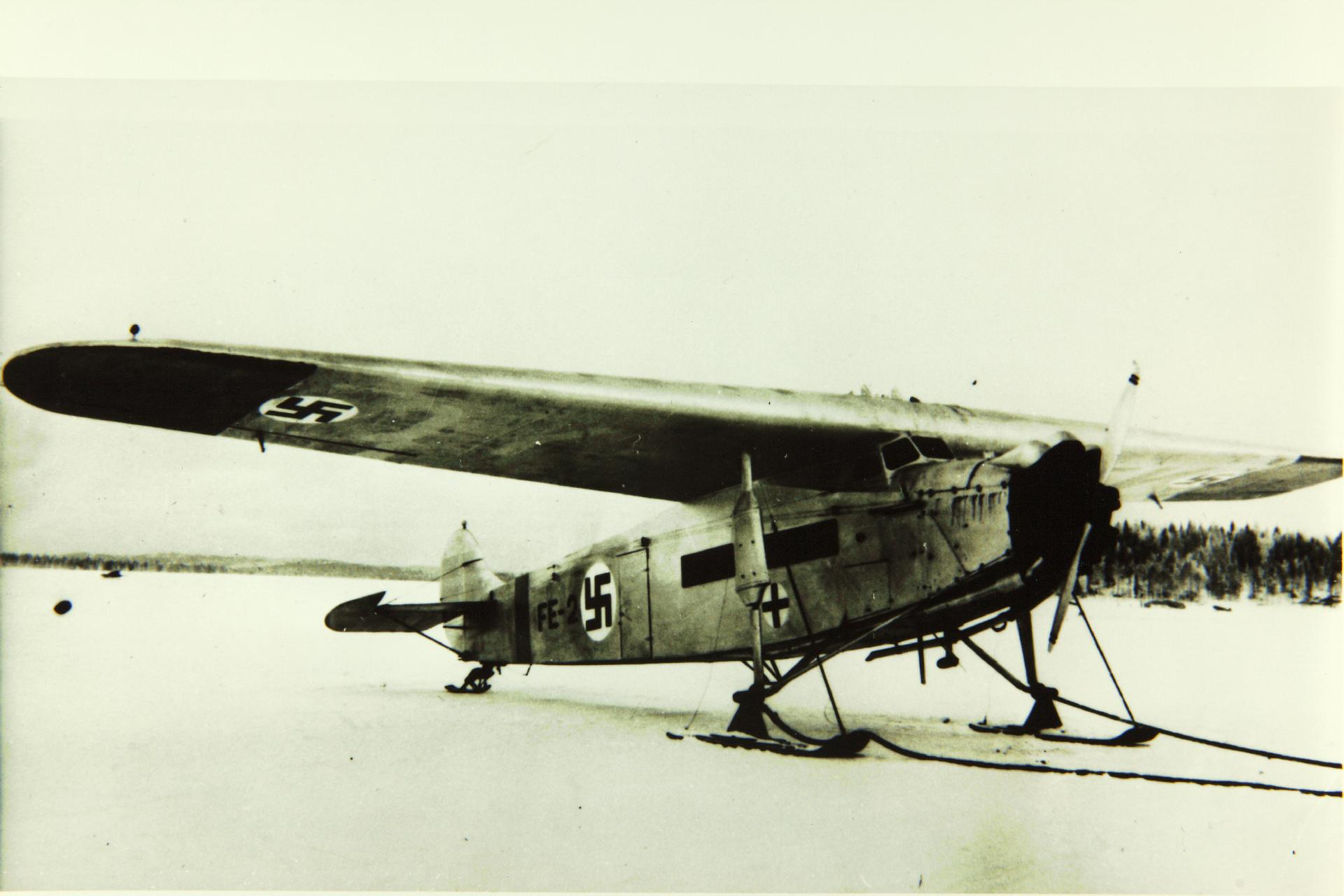
Fokker F.VIIa, Suomen ilmavoimat

- Compagnie internationale de navigation aérienne : sept F.VIIa
- Compagnie Internationale : trois VIIb
- STAR : trois F.VIIa

 Hongrie
- Malert (en) : deux F.VIIa

 Pays-Bas
- KLM Royal Dutch Airlines : cinq F.VII et quinze F.VIIas
- KNILM : 7 Fokker F.VIIb/3m

 Pologne
- Aero (en) : six F.VIIa en 1928 (livrés le 1er janvier 1929 à Polskie Linie Lotnicze LOT)
- Polskie Linie Lotnicze LOT : six F.VIIas et treize F.VIIb/3ms entre 1929 et 1939.

 Portugal
- Aero Portuguesa (en) : un F.VIIb-3m

 Suisse
- Swissair : un F.VIIa et huit F.VIIb-3m

 États-Unis
- American Airways (connue aujourd'hui sous le nom de American Airlines).
- Trans World Airlines
- Pan American World Airways : des F.VIIb/3ms

### Armées
Espagne
- Armée de l'air espagnole

 État indépendant de Croatie
- Armée de l'air

 États-Unis
- United States Army Air Corps (les F.VII sont désignés C-2, C-5 et C-7[7].)
- United States Navy et United States Marine Corps (les F.VII sont d'abord désignés TA puis RA)

 Finlande
- Suomen ilmavoimat : un F.VIIa

 France
- 10 monomoteurs F.VIIa (dont 6 ont ensuite été convertis en trimoteurs) et 15 trimoteurs F.VIIb/3m ont été portés sur le registre civil des aéronefs français. Air Orient en utilisa 7 et la CIDNA 3, appareils transférés à Air France au moment de sa création.

 Pays-Bas
- Koninklijke Luchtmacht : trois bombardiers F.VIIa/3m

 Pologne
- Armée de l'air polonaise : 21 F.VIIb/3m (dont construits sous licence) comme bombardiers et transports entre 1929 et 1939.

 Tchécoslovaquie
- Armée de l'air

 Yougoslavie
- Armée de l'air du royaume de Yougoslavie

## Fokker F.VII exposés
Un Fokker F.VII construit en 1924 et ayant appartenu à la Swissair est exposé au musée suisse des Transports à Lucerne en Suisse.